# Santo-Pietro-di-Venaco
Santo-Pietro-di-Venaco település Franciaországban, Haute-Corse megyében. Lakosainak száma 298 fő (2022. január 1.). Santo-Pietro-di-Venaco Casanova, Riventosa és Venaco községekkel határos.

## Népesség
A település népessége az elmúlt években az alábbi módon változott:
| Lakosok száma | 165  | 168  | 166  | 210  | 274  | 280  | 277  | 281  | 284  | 298  |
|               | 1968 | 1982 | 1990 | 2006 | 2013 | 2015 | 2017 | 2019 | 2020 | 2022 |